# 3597 Kakkuri
3597 Kakkuri este un asteroid din centura principală, descoperit pe 15 octombrie 1941 de Liisi Oterma.